# Kázeň
Kázeň je sebekontrola člověka, která je dosažena vynucením dodržování stanovených pravidel, zároveň však může toto slovo označovat schopnost dlouhodobě svědomitě pracovat na nějakém složitém úkolu. Základním principem kázně je předpoklad určité autority, která kázeň přímo či nepřímo vyžaduje, a také skutečnost, že si „ukázněný“ jedinec své vlastní dodržování stanovených pokynů a norem uvědomuje.
Existuje celá řada různých míst a situací, kde je kázeň ve společnosti vyžadována. Typicky jde o prostřední jako škola (školní kázeň), zaměstnání (pracovní kázeň) nebo armáda (vojenská kázeň).
Opakem pojmu kázeň je tzv. nekázeň, tedy stav, při kterém jsou jedincem stanovená pravidla soustavně porušována (př. školní nekázeň). Zvláštním druhem kázně je poté tzv. sebekázeň, tj. forma kázně, kdy člověk sám na sebe klade v určitých ohledech nějaké nároky, aniž by dané nároky byly vynucovány nějakou další osobou nebo institucí.